# Michael Daugherty
Michael Kevin Daugherty, född 28 april 1954 i Cedar Rapids, Iowa, är en amerikansk tonsättare, pianist och lärare.